# Даниловский универмаг
Даниловский универмаг — здание в стиле постконструктивизма, расположенное в Даниловском районе Москвы по адресу Люсиновская улица, 70, строение 1. Является объектом культурного наследия регионального значения.

## История
В конце 1920-х годов московские власти уделяли большое внимание строительству универсальных магазинов, выбирая архитекторов на конкурсной основе. Конкурс на проект Даниловского универмага был проведён в 1928 году, его победителем стал гражданский инженер Александр Болдырев. Первоначально его проект предполагал строительство 2 симметричных корпусов, которые замыкали жилой комплекс Гознака со стороны заново формируемой Даниловской площади. Но ещё на этапе подготовки чертежей финансирование было сокращено, из-за чего Болдыреву пришлось упростить проект до одного углового здания с ленточным остеклением. Работы начались в 1930 году, но вскоре остановились из-за опасений в токсичности грунтов строительной площадки: в XIX веке там находилась лакокрасочная фабрика. Экспертиза показала содержание химикатов в пределах допустимых норм, но стройка все же была законсервирована по причине нехватки средств и возобновлена лишь в 1933 году. Завершить проект универмага поручили вернувшемуся из эмиграции архитектору Георгию Олтаржевскому. К 1930-м годам конструктивистский проект Болдырева перестал отвечать требованиям времени, поэтому Олтаржеский переработал его и дополнил элементами ар-деко. Универмаг стал последней постройкой Олтаржевского.
Открытие универмага состоялось 9 августа 1936 года. Все универсальные магазины того времени назывались «Универмагами Мосторга», по названию москворецкого района его называли Москворецким Мосторгом. В 1940 универмаг получил статус «Московского показательного универсального магазина по торговле улучшенным ассортиментом товаров по особым ценам», в 1950 — вошёл в список внеразрядных предприятий торговли, в 1953 — получил название  «Москворецкий универмаг». В военные годы учреждение продолжало работать, днём сотрудники обслуживали покупателей, а ночью дежурили на крыше, оберегая здание от зажигательных бомб. Универмаг неоднократно побеждал во всесоюзном социалистическом соревновании, получал почётные грамоты и переходящее Красное знамя, в 1973 году получил звание «Предприятие отличного обслуживания». Москворецкий универмаг первым в столице ввёл самообслуживание покупателей.
Функционально универмаг был разделён на секции: 1 этаж — товары общего потребления: отделы парфюмерии, посуды, часов, ковров, и т. п., 2 этаж — товары для детей, 3 этаж — товары для женщин, 4 этаж — товары для мужчин. Также слева от основного зала располагались пристройки с торговыми павильонами для временной торговли, например, ёлочными украшениями перед новым годом.
В 1992 году в ходе приватизации сотрудники универмага его приватизировали, реорганизовав его в ЗАО «Торговый дом Даниловский».

## Архитектура
Переработанный Олтаржевским проект Болдырева отражает общеевропейскую архитектурную тенденцию 1930-х годов: простую форму здания, цилиндрический элемент, сочетание карнизов и оконных обрамлений, образующих крупномасштабный орнамент. Следуя традициям ар-деко, Олтаржевский скруглил угол, утопил главный вход, добавил рельефную надпись на аттике. Вдоль витрин универмага он расположил крытые галереи, за вертикальным витражом — полукруглую лестницу, центральный элемент интерьера.
Оригинальные интерьеры универмага были утрачены в 1940-х годах. Сохранился проект, разработанный созданной в 1933 году при Моссовете Мастерской № 12. Мастерская специализировалась на оформлении интерьеров и её сотрудники были хорошо знакомы с опытом европейских и американских коллег. В оформлении универмага они приспособили монументальную интерпретацию ар-деко к советским реалиям производства. В оформлении первого этажа (тамбура, вестибюля, справочного бюро и телефонных будок) использовались крупные скруглённые формы и нарастающие ступенчатые объёмы, пластические перекликающиеся со стримлайновыми фасадами. Стены были покрыты панелями ценных пород дерева с орнаментом из шпона, в отделке пола использовались мрамор, паркет, тераццо и метлахская плитка. В отделке широко применялись сталь, латунь и пластмассы. Специально для универмага были спроектированы мебель и торговое оборудование: витрины, прилавки, кассы. На служебной лестнице сохранился уникальный рисунок перил с деревянными вставками.
В 2011—2016 годах здание было реконструировано по проекту, согласованному с Департаментом культурного наследия. Зданию был возвращён исторический облик: восстановлены элементы фасада, декор, парадная лестница с ограждениями. В рамках работ была заменена инженерная инфраструктура, а в пострадавшие от эрозии стены был закачан специальный состав, восстановивший их прочность.